# King of Diamonds
King of Diamonds è una serie televisiva statunitense andata in onda per una stagione e 38 episodi dal 13 settembre 1961 al 22 maggio 1962, con protagonista Broderick Crawford.

## Trama
John King, a capo dell'ufficio investigazioni della Continental Diamond Industries, viaggia per il mondo combattendo tra molti ostacoli contrabbandieri di preziosi, ladri e furfanti di ogni specie, coadiuvato dal collega Al Casey.

## Produzione
Realizzata da Frederick W. Ziv per la Ziv Television Programs e la United Artists Television, rappresentò un tentativo di bissare il successo della serie La pattuglia della strada, ma durò soltanto una stagione.
I registi che diressero i 38 episodi della serie furono Eddie Davis (che ne diresse 10), Babe Unger, Robert Gordon, John Rich, James Goldstone, Skip Homeier, William Conrad, Irving Lerner e Richard L. Bare.

## Guest stars
- Julie Adams
- Jay Adler
- Frank Albertson
- Lola Albright
- John Anderson
- Lillian Bronson
- Kathie Browne
- Walter Burke
- Lilyan Chauvin
- James Coburn
- Booth Colman
- Russ Conway
- Dorothy Crehan
- Audrey Dalton
- Ken Drake
- Tom Drake
- Isabelle Dwan
- Richard Eastham
- Buddy Ebsen
- Don Eitner
- Richard Emory
- Stuart Erwin
- William Fawcett
- Harold Fong
- Dianne Foster
- Bert Freed
- Jack Greening
- Tom Greenway
- Eloise Hardt
- Craig Hill
- Cheryl Holdridge
- Clegg Hoyt
- Kendrick Huxham
- Jil Jarmyn
- Morgan Jones
- Bernard Kates
- Richard Kiel
- Werner Klemperer
- Robert Knapp
- Edward Kramer
- Nancy Kulp
- Forrest Lewis
- Jackie Loughery

- Tony Mafia
- John Marley
- Scott Marlowe
- Darah Marshall
- Michael Masters
- Lester Matthews
- Tom McNamara
- Carmen McRae
- Louis Merrill
- Diana Millay
- Nico Minardos
- Tony Monaco
- Gerald Mohr
- Erin O'Brien
- Nehemiah Persoff
- Barney Phillips
- Juli Reding
- Walter Reed
- Hari Rhodes
- Willard Sage
- Telly Savalas
- Pilar Seurat
- Jan Shepard
- Olan Soule
- Jan Sterling
- Joan Tabor
- Ralph Taeger
- Phillip Terry
- Dan Tobin
- Sid Tomack
- Bobby Troup
- John Van Dreelen
- Yvette Vickers
- June Vincent
- John Vivyan
- Frank Warren
- James Westerfield
- Jesse White
- Grace Lee Whitney
- Robert J. Wilke
- Barbara Wooddell
- John Zaremba

## Episodi
| Stagione       | Episodi | Prima TV originale |
| -------------- | ------- | ------------------ |
| Prima stagione | 38      | 1961-1962          |